# 阿莉切·沃尔皮
阿莉切·沃尔皮（義大利語：Alice Volpi，1992年4月15日—），意大利女子击剑运动员。她曾代表意大利参加2020年夏季奥林匹克运动会击剑比赛。她也是2018年世界击剑锦标赛女子个人花剑冠军得主。